# Autingues
Autingues – miejscowość i gmina we Francji, w regionie Hauts-de-France, w departamencie Pas-de-Calais.
Według danych na rok 1990 gminę zamieszkiwały 224 osoby, a gęstość zaludnienia wynosiła 75 osób/km² (wśród 1549 gmin regionu Nord-Pas-de-Calais Autingues plasuje się na 993. miejscu pod względem liczby ludności, natomiast pod względem powierzchni na miejscu 843.).